# Вуд, Джон (актёр)
Джон Вуд (англ. John Wood) CBE (5 июля 1930 — 6 августа 2011) — английский актер. Известен ролями в постановках пьес Уильяма Шекспира, а также работой с драматургом Томом Стоппардом. Лауреат премии «Тони».

## Личная жизнь
Вуд родился 5 июля 1930 года в Дербишире. Учился в Колледже Иисуса в Оксфорде. Был президентом драматического общества Оксфордского Университета.

## Карьера
Вуд сыграл в таких фильмах, как «Пурпурная роза Каира», «Орландо», «Страна теней», «Безумие короля Георга», «Ричард III», «Сабрина», «Джейн Эйр», «Мстители», «Шоколад».

### Награды и номинации
В 1976 году получил премию премию «Тони» за лучшую мужскую роль в пьесе за роль в пьесе Стоппарда. Также был номинирован на две премии «Тони». Был номинирован на премию Лоренса Оливье за роль в постановке Ричарда Эйра пьесы Тома Стоппарда «Изобретение любви».
В 2007 году Вуд был назначен Командором Ордена Британской империи.